# Leucosyke ochroneura
Leucosyke ochroneura är en nässelväxtart som först beskrevs av Carl Ludwig von Blume, och fick sitt nu gällande namn av Hugh Algernon Weddell. Leucosyke ochroneura ingår i släktet Leucosyke och familjen nässelväxter. Inga underarter finns listade i Catalogue of Life.